# Turnabout River
Turnabout River är ett vattendrag i Kanada.   Det ligger i territoriet Nunavut, i den nordöstra delen av landet, 4 100 km norr om huvudstaden Ottawa.
Trakten runt Turnabout River består i huvudsak av gräsmarker. Trakten runt Turnabout River är nära nog obefolkad, med mindre än två invånare per kvadratkilometer.